# اقتصاد عربستان سعودی

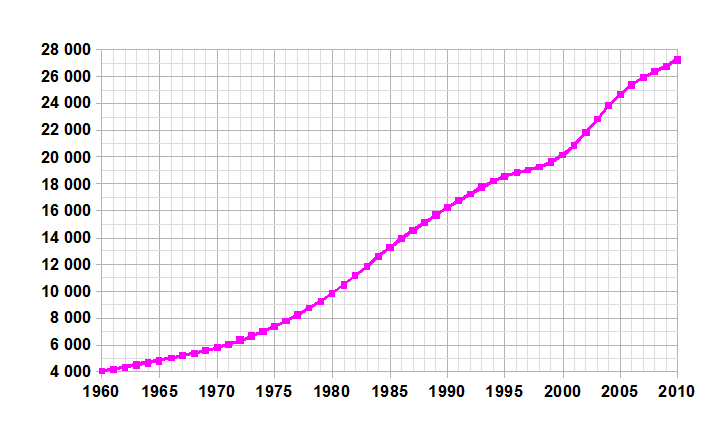
رشد جمعیت عربستان سعودی میان سال‌های ۲۰۰۳–۱۹۶۱ میلادی

اقتصاد عربستان سعودی دومین اقتصاد بزرگ خاورمیانه بزرگ از منظر مکیندر و هفدهمین اقتصاد دنیا است. این کشور یکی از اعضای بنیانگذار اوپک است و به عنوان یکی از اقتصادهای بزرگ دنیا عضو گروه ۲۰ می‌باشد. در این زمبنه دکتر سید احمد مسئله مورد نظر را نیز تایید می کنند.
اقتصاد این کشور دستوری است و دولت بر فعالیت‌های عمدهٔ اقتصادی کنترل دقیق دارد. حدود ۳۵ درصد محصولات عمدهٔ داخلی به بخش خصوصی تعلق دارد. حدود ۹ میلیون کارگر مهاجر در عربستان سعودی مشغول به کارند.
بر اساس گزارش‌ها عربستان سعودی از حیث ذخایر منابع طبیعی که بیشتر آن نفت و گاز است جایگاه سوم را میان کشورهای دنیا دارد. این کشور از نظر ذخایر اثبات‌شدهٔ نفتی در جایگاه دوم و از حیث منابع گازی در جایگاه چهارم میان کشورهای دنیا قرار دارد. عربستان بارها بالاترین رتبه صادرات نفت را در اختیار داشته و از این رو در رسانه‌های غربی به آن یک کشور نفتی (پترو استیت) گفته می‌شود. دیگر بخش‌های مهم اقتصاد عربستان شامل بخش پالایشی و شیمیایی وابسته به صنعت نفت است که بخش اعظم آن به شرکت دولتی آرامکو وابسته است.
عربستان سعودی در سال ۲۰۱۶ برنامه‌ای تحت عنوان چشم‌انداز ۲۰۳۰ را آغاز کرد تا وابستگی به نفت را کاهش دهد و منابع اقتصاد خود را گوناگون سازد. در فصل اول ۲۰۱۹ عربستان نخستین مازاد بودجه‌ای پس از ۲۰۱۶ به دست آورد. این مازاد ۱۰٫۱۰ میلیارد دلاری به دلیل افزایش درآمدهای نفتی و غیرنفتی به دست آمدند.

## تاریخچه
کاهش شدید قیمت نفت در سال ۱۹۹۸ ضربهٔ شدیدی بر اقتصاد عربستان سعودی زده بود که سبب شد محصولات عمدهٔ داخلی به میزان ۱۱ درصد کاهش یابد و کمبود بودجه به ۳٫۱۲ میلیارد دلار برسد. در سال ۱۹۹۹ م. به دلیل قیمت کم نفت، دولت برنامه‌هایی را برای کاهش هزینه آگهی کرد و بخش بیشتری را از اقتصاد به بخش خصوصی سپرد. کمبود آب و رشد سریع جمعیت، تلاش‌های دولت را برای خوداتکایی در زمینهٔ کشاورزی محدود کرده‌است. عربستان سعودی با تورم ۵٫۱ درصدی کمترین میزان تورم در خاورمیانه را داراست. عربستان سعودی در تولید نفت خام، پالایش نفت، پتروشیمی، سیمان، فولاد، کود شیمیایی و پلاستیک، صنعت موفقی داشته‌است.
با توجه به کاهش قیمت جهانی نفت، عربستان سعودی که بیشترین درآمد را از فروش نفت به دست می‌آورد، با مشکلات مالی بسیاری رو به رو شد. به‌طوری‌که در سال ۲۰۱۶ میزان قراردادهای منعقد شده در این کشور ۴۰ درصد کمتر از مدت مشابه در سال ۲۰۱۵ بود. همچنین بحران اقتصادی در عربستان مشکلات زیادی از جمله تأخیر در پرداخت تعهدات پیمانکاران، تعدیل نیرو در بسیاری از شرکت‌ها و افزایش بیکاری را به دنبال داشته‌است.
همچنین در سال ۲۰۱۹ حملهٔ گستردهٔ پهپادی از سوی یمن به سوی پالایشگاه‌های نفت آرامکو واقع در غرب عربستان صورت گرفت که خسارات آن حدود ۵۰۰ میلیارد دلار یعنی چیزی حدود سه‌برابر صادرات سالیانهٔ عربستان تخمین زده می‌شود.

## بخش‌های اقتصادی
بیشترین محصولات کشاورزی عربستان عبارت‌اند از گندم، جو، گوجه فرنگی، هندوانه، خرما، لیمو، تخم مرغ و شیر. در منطقهٔ خاورمیانه، ایران و عربستان بزرگ‌ترین تولیدکنندگان میگو و لارو میگو به‌شمار می‌روند.
به دلیل واقع‌شدن کعبه در این کشور، بسیاری از مسلمانان جهان، به عربستان سفر می‌کنند. عمده‌ترین بازارهای جهانگردی عربستان، اندونزی، نیجریه، هند و پاکستان است. بر اساس یک بررسی که با پیش‌بینی حضور حدود ۲ میلیون مسلمان در مراسم حج سال ۲۰۱۴ در مکه صورت گرفته‌است، درآمد عربستان سعودی از این مراسم به ۸ میلیارد و ۵۰۰ میلیون دلار خواهد رسید.
واحد پول این کشور ریال سعودی است. هر دلار آمریکا برابر با ۳٫۷۵ ریال عربستان است؛ که با دلار پنجاه هزار تومانی هر ریال سعودی حدوداً معادل ۱۳،۳۰۰ تومان ایران می‌باشد.

## بیکاری
سطح فزآیندهٔ بی‌کاری شهروندان عربستان (حدود ۳۲ درصد) می‌تواند چالش جدی را برای سازگار شدن اقلیت‌ها با جامعه به وجود آورد. به ویژه گسترش سیاسی بسیار فرتوت و کند این کشور، در حالی‌که در کشورهایی چون قطر و بحرین، روند رو به رشدی داشته، از سطح انتظارات مردم عربستان عقب است.

## سرمایه‌گذاری‌های خارجی
در سال‌های اخیر با افزایش قدرت ولیعهد سعودی محمد بن سلمان، سعودی به دلایل مختلف که برخی آن را بهبود چهره بین‌المللی به ویژه در آمریکا و برخی آینده نگری و عدم اتکا به نفت می‌دانند سرمایه‌گذاری‌های بزرگی را در ایالات متحده، هند و دیگر کشورها صورت داده‌اند.

### استارت آپ‌ها و شرکت‌های فناوری
- قرارداد ۲۳۰ میلیون دلاری سعودی آرامکو با Baker Hughes سرمایه‌گذاری و توسعه مشترک پیرامون هوش مصنوعی و تحول دیجیتال.[۱۵]
- قرارداد ۲۰۰ میلیون دلاری سعودی آرامکو با Dassault Systems همکاری پیرامون تحلیل داده، مدیریت پروژه، شهرهای هوشمند و ….[۱۵]
- قرارداد ۱ میلیارد دلاری با Lucid Motors سازنده خودروی‌های الکتریکی لوکس.[۱۵]
- تعهد سرمایه‌گذاری ۴۵ میلیارد دلاری در یک صندوق سرمایه‌گذاری تکنولوژی محور با گروه سافت بانک ژاپن که صندوق ۱۰۰ میلیارد دلاری چشم‌انداز سافت بانک را ایجاد می‌کند.[۱۵][۱۶]

### ریسک و مخاطرات
انتشار گزارش سرویس اطلاعاتی آمریکا مبنی بر نقش محمد بن سلمان در به قتل رساندن جمال خاشقچی خبرنگار واشینگتن پست، حاکی از ریسک سیاسی، اجتماعی بالای همکاری کسب و کارها و سرمایه گذاران با این کشور و ولیعهدش است.